# Robert Lindsay (aktor)
Robert Lindsay Stevenson (ur. 13 grudnia 1949 w Ilkeston) – brytyjski aktor, znany ze swojej pracy scenicznej i telewizyjnej, w tym występów w Royal Shakespeare Company i w teatrze muzycznym, a także jako narrator w telewizyjnych adaptacjach serialu telewizyjnego dla dzieci Brambly Hedge, Walter Henry „Wolfie” Smith w sitcomie BBC One Obywatel Smith (Citizen Smith, 1977-80), kapitan Pellew w serialu historycznym ITV Horatio Hornblower (Hornblower, 1998–2003) i Ben Harper w sitcomie BBC One Moja rodzinka (My Family, 2000–2011). Za swoją pracę zdobył nagrodę BAFTA, Tony Award i trzy Laurence Olivier Award.

## Życiorys
Urodził się w Ilkeston, w Derbyshire jako jedno z trojga dzieci Joyce (z domu Dunmore) i Normana Stevensona, który pracował jako stolarz. Jego ojciec był weteranem II wojny światowej - służył na trałowcu, który jako jeden z pierwszych statków dotarł do francuskich wybrzeży podczas lądowania w Normandii.
Po opuszczeniu Gladstone Boys' School, zapisał się na wydział dramatu w Nottingham College w Nottingham. Wkrótce związał się z Nottingham Playhouse, zamierzając zostać nauczycielem dramatu. Jednak jego przyjaciele z Nottingham Playhouse zachęcali go do złożenia podania do Royal Academy of Dramatic Art (RADA), a w 1968 został tam przyjęty dzięki pomocy dotacji rządowej. Po ukończeniu studiów pracował jako trener dialektów w firmie repertuarowej w Essex, a następnie dołączył do regionalnej trupy teatralnej. 
W 1972 wystąpił w roli Jezusa w londyńskiej produkcji Godspell. Wkrótce trafił na ekran jako Terry Sutcliffe w dramacie That'll Be the Day (1973) z Davidem Essexem i Ringo Starrem, jako Tom w komedii muzycznej Martina Campbella Three for All (1975) z Christopherem Neilem i Dianą Dors oraz jako Tom w komedii erotycznej Przygody taksówkarza (Adventures of a Taxi Driver, 1976) z Barrym Evansem i Judy Geeson. Grał też w teatralnych produkcjach szekspirowskich BBC Television Shakespeare: Sen nocy letniej (1981) jako Lizander, Wieczór Trzech Króli (1980) jako Fabian i Wiele hałasu o nic (1984) jako Benedick. W produkcji Granada Television Król Lear (1983) zagrał Edmunda.
W 1984 za rolę Billa Snibsona w londyńskim musicalu Me and My Girl z muzyką Noela Gaya otrzymał Laurence Olivier Award, a grając w tym spektaklu na Broadwayu odebrał Tony Award.
Wcielił się w postać premiera Wielkiej Brytanii Tony’ego Blaira w dwóch telewizyjnych filmach - satyrycznym Channel 4 A Very Social Secretary (2005) i More4 The Trial of Tony Blair (2007).
W latach 1974–1980 był żonaty z Cheryl Hall. Ze związku z Dianą Weston ma córkę Sydney Laurę (ur. 2 kwietnia 1988). 31 grudnia 2006 ożenił się z Rosemarie Ford, mają trzech synów: Samuela (ur. 18 listopada 1999), Jamesa (ur. 8 kwietnia 2003) i Johna (ur. 4 stycznia 2012).

## Filmografia

### Filmy
- 1997: Lemur zwany Rollo
- 2004: Wimbledon jako Ian Frazier
- 2005: Wyścig w kosmos jako narrator
- 2014: Grace księżna Monako jako Aristotelis Onasis
- 2020: Czarownica 2 jako król John

### Seriale TV
- 1996: Opowieści z krypty jako Glynn Fennell
- 2000–2011: Moja rodzinka (My Family) jako Ben Harper
- 2003: Absolutnie fantastyczne jako Pete, przyjaciel Ediny Monsoon (Jennifer Saunders)
- 2006: Statyści jako Robert Lindsay
- 2015: Bull jako Rupert Bull
- 2016: Galavant jako Wormwood
- 2018: Plebs jako Crassus

## Nagrody
- Nagroda BAFTA 1992: Najlepszy aktor telewizyjny (G.B.H.)